# آماری استاودمایر
آماری کارسارس استاودمایر (به انگلیسی: Amar'e Carsares Stoudemire) ‏ (زاده ۱۶ نوامبر ۱۹۸۲، لیک ولز، فلوریدا) بسکتبالیست سابق تیم فنیکس سانز و بازیکن کنونی نیویورک نیکز در ان‌بی‌ای است.
وی جایزه تازه‌کار سال NBA را در سال ۲۰۰۳ بدست آورد. ۳ بار جزو بازیکنان NBA All-Star انتخاب شده و در المپیک سال ۲۰۰۴ به همراه تیم ملی مردان بسکتبال آمریکا مدال برنز کسب کرده است.